# 16 aC

## Esdeveniments

### Imperi romà
- Inauguració del Teatre romà de Mèrida.
- Fundació de la ciutat de Trèveris per August, amb el nom d'August Treverorum.
- El Nòric és incorporat a l'Imperi Romà i l'any següent conquerit completament.[1]